# Idra (Mimmo Locasciulli)
Idra è il diciassettesimo album del cantautore italiano Mimmo Locasciulli, pubblicato nel 2009 dall'etichetta discografica Parco Della Musica Records.

## Descrizione
Disco prodotto da Greg Cohen, Mimmo e Matteo Locasciulli,
tutti i brani sono di Mimmo Locasciulli tranne Il bambino e il destino che è del figlio Matteo.
Le registrazioni si sono svolte negli studi Dubway di New York e sono state completate nello Studio Hobo Recording di proprietà di Mimmo Locasciulli e vedono la partecipazione di musicisti di alto livello come Greg Cohen, Marc Ribot, Joey Baron, Gabriele Mirabassi e Stefano Di Battista. 
Tra i brani più significativi troviamo Scuro, Idra, Senza un addio e Il bambino e il destino. La canzone che da il titolo al disco affronta il tema dell'immigrazione con delicatezza e senza retorica. 
Nel retro di copertina la traccia Scuro (Marc 'n' Roll) non è indicata come traccia 11 ma solo come bonus track.

## Tracce
CD (Parco Della Musica Records, MPR 018CD)
1. Scuro – 5:44
2. Idra – 3:30
3. Senza un addio – 4:01
4. La disciplina dell'amore – 3:43
5. Passato presente – 7:13
6. Benvenuta – 4:22
7. Giorno di noia – 3:58
8. L'attesa – 4:39
9. Lucy – 3:38
10. Il bambino e il destino – 3:18
11. Scuro (Marc 'n' Roll) (bonus track) – 9:04

Durata totale: 53:10

## Formazione
- Mimmo Locasciulli - voce, chitarra, pianoforte, organo
- Greg Cohen - contrabbasso, glockenspiel
- Matteo Locasciulli - pianoforte
- Joey Baron - batteria
- Marc Ribot - chitarra
- Stefano Di Battista - sassofono soprano
- Gabriele Mirabassi - clarinetto
- Franco Bigoni - sassofono tenore
- Giovanni Imparato - percussioni
- Orchestra Sinfonica di Brasciov (Romania) - quartetto d'archi
- Ensemble Mereuer - gruppo di plettri